# Illidan Grantempesta
Illidan Grantempesta (Illidan Stormrage), chiamato anche semplicemente Illidan e noto come il Traditore (the Betrayer) è un personaggio dell'universo di Warcraft, creato da Blizzard Entertainment. Introdotto come figura secondaria in Warcraft III: Reign of Chaos, ha un ruolo di primo piano nella sua espansione The Frozen Throne. Appare successivamente nell'espansione di World of Warcraft The Burning Crusade, dove è uno dei boss principali, e anche in alcuni flashback delle due successive (Wrath of the Lich King e Cataclysm). Al di fuori dei videogiochi, è uno dei personaggi principali della Trilogia della Guerra degli Antichi di Richard A. Knaak, e appare anche in Arthas - L'ascesa del Re dei Lich, di Christie Golden. È inoltre uno dei personaggi giocabili di Heroes of the Storm ed Hearthstone: Heroes of Warcraft.
Fratello gemello di Malfurion Grantempesta, era un dotato incantatore elfo della notte. Imprigionato per oltre diecimila anni a causa delle sue azioni durante e dopo la Guerra degli Antichi, riebbe la libertà durante la Terza Guerra, ma acquisiti poteri demoniaci venne bandito dalle terre degli elfi della notte: riparatosi nelle Terre Esterne, di cui divenne il signore, e assoldato da Kil'jaeden, tentò più volte di distruggere il Trono Ghiacciato. Venne infine ucciso da alcuni avventurieri, aiutati da Akama e Maiev Cantombroso.

## Storia

### Origini
Illidan nacque nella città di Suramar, nell'antico continente di Kalimdor (sulle odierne Isole Disperse); aveva occhi dorati, caratteristica inusuale per l'epoca. Come il suo gemello Malfurion e la loro comune amica Tyrande Soffiabrezza, Illidan ebbe come maestro il semidio Cenarius, ma dei tre solo Malfurion seguì i suoi insegnamenti. Illidan era invece più interessato dalla magia arcana, il cui uso era ampiamente diffuso nella società elfica di allora, poiché essa stessa era cresciuta e si era sviluppata sulle rive del magico Pozzo dell'Eternità.

### Guerra degli Antichi
Allo scoppiare della Guerra degli Antichi, Illidan si unì alla resistenza degli elfi della notte, guidata da Kur'talos Crinocorvo. Il suo talento lo portò ben presto a divenire l'incantatore personale di Crinocorvo, e strinse anche amicizia col mago umano Rhonin. Quando gli Eletti impedirono agli altri incantatori di attingere potere dal Pozzo dell'Eternità, Illidan insegnò loro a recuperarlo invece dall'ambiente attorno a loro.
Tre cose furono tuttavia tragiche per Illidan: in primis, la magia arcana, per la quale lui era tanto portato, era la forza alla quale si appoggiavano i demoni della Legione Infuocata, ed era quindi vista sempre peggio. In secondo luogo, con la sempre maggiore prominenza di Malfurion e del druidismo nella resistenza e l'entrata in guerra al loro fianco dei draghi e degli Antichi Guardiani, Illidan si sentiva sempre più messo da parte. Terzo e non meno importante, Illidan vedeva svilupparsi davanti ai suoi occhi la relazione tra Malfurion e Tyrande, la sacerdotessa per cui anche lui provava forti sentimenti.
Illidan divenne un cacciatore di demoni, imparando a usare le energie sprigionate dalla morte di un demone per uccidere altri demoni, e sempre in questo periodo uccise un demone guardiano di nome Azzinoth, appropriandosi delle sue warglaive. Quando vide la potenza dell'Anima dei Demoni (allorché Neltharion la usò contro i demoni, gli elfi e gli altri draghi), cominciò ad elaborare un piano su come utilizzare a sua volta quel potere.
Illidan era convinto che il sentiero druidico scelto da Malfurion fosse inutile, e avrebbe portato gli elfi della notte alla rovina; l'unica possibilità di vittoria era, secondo lui, ottenere il controllo del Pozzo rubandolo ad Azshara e agli Eletti, così da poterlo chiudere. Quando Malfurion propose agli altri leader della resistenza e agli Antichi Guardiani di distruggere il Pozzo dell'Eternità, Illidan inorridì, in quanto non solo convinto che il Pozzo fosse l'unica via di salvezza, ma sapendo anche perfettamente che tutti gli incantatori, lui compreso, avrebbero sofferto per la privazione improvvisa della magia, dalla quale erano ormai dipendenti. Illidan decise quindi di terminare la guerra prima che suo fratello potesse completare il suo piano: lasciata la resistenza, si recò alla capitale Zin-Azshari, entrando al servizio di Azshara: mentre il suo scopo reale era quello di ottenere l'Anima dei Demoni e usarla per sigillare il portale (ponendo fine alla guerra, salvando nel contempo la magia arcana e dimostrando la propria superiorità a Malfurion), l'intento ufficiale era di acquisire l'Anima dei Demoni per la Legione. Sargeras, compiaciuto di ciò, gli conferì due "doni": il primo, bruciò i suoi occhi sostituendoli con due globi di fuoco magico, tramite i quali Illidan poteva "vedere" la magia; Illidan da quel momento prese ad indossare una bandana nera per occultarli. Come secondo dono, ricoprì il corpo dell'elfo di tatuaggi magici, che gli facilitavano la manipolazione della magia arcana.
Azshara (che era molto affascinata da Illidan, dopo ciò) lo spedì a cercare l'Anima dei Demoni assieme a Varo'then: i due si intrufolarono nel covo di Alamorte contemporaneamente a Malfurion, e fra i contendenti la spuntò Varo'then, che riuscì a portare l'Anima al palazzo. Malfurion si trovò costretto a recuperarla tramite il Sogno di Smeraldo e ciò portò, infine, alla distruzione del Pozzo dell'Eternità come il druido aveva pianificato, con la quale la guerra ebbe fine.

### Il nuovo Pozzo e l'imprigionamento
Illidan però non intendeva rinunciare alla sua fonte di magia arcana. Avendo precedentemente riempito sette fiale con l'acqua del Pozzo dell'Eternità, ne svuotò alcune dentro un lago sulla cima del Monte Hyjal. Così facendo creò un secondo Pozzo dell'Eternità, atto imperdonabile per gli altri elfi della notte: venne colto in flagrante da alcuni nobili e comandanti dell'esercito, e durante la lotta li uccise tutti, salvo Dath'Remar Solealto e Jarod Cantombroso che sopravvissero. Per queste azioni, venne condannato alla prigionia eterna negli Eremi di Hyjal, sotto la sorveglianza di Maiev Cantombroso e delle sue Guardiane. Per occultare il secondo Pozzo, gli Aspetti Draconici Alexstrasza, Nozdormu e Ysera crearono l'Albero del Mondo Nordrassil. Durante il periodo di prigionia, Malfurion si recò occasionalmente a visitarlo, tentando senza successo di distoglierlo dalla sua ossessione verso la magia arcana.

### La liberazione e la corruzione
(Dopo aver consumato il potere del Teschio di Gul'dan.)
La prigionia di Illidan terminò bruscamente dopo circa diecimila anni, quando la Legione fece ritorno ad Azeroth, dando il via alla Terza Guerra: Tyrande, giunta negli Eremi di Hyjal per risvegliare i druidi dell'artiglio, decise di liberare Illidan nella speranza che potesse aiutare contro la Legione; ciò nonostante il divieto di Malfurion, che viaggiava con lei, e l'irremovibile opposizione delle Guardiane - molte delle quali combatterono fino alla morte contro la sacerdotessa per impedirle di raggiungere il suo scopo.
Illidan accettò di aiutare Tyrande, e si recò a Vilbosco: qui incontrò il cavaliere della morte Arthas Menethil che, dopo un breve combattimento, gli spiegò che la Legione stava usando un potente artefatto per corrompere il bosco, il Teschio di Gul'dan. Trovatolo, Illidan ne assorbì il potere, diventando a sua volta corrotto dall'energia demoniaca. Con i nuovi poteri appena acquisiti, riuscì a uccidere il nathrezim Tichondrius, che guidava le forze della Legione nella zona. Tuttavia, quando Tyrande e Malfurion videro che era diventato più demone che elfo della notte, rimasero inorriditi, e Malfurion lo bandì dalle terre degli elfi della notte.

### La conquista delle Terre Esterne e gli attacchi a Corona di Ghiaccio
Poco dopo il suo esilio, Illidan entrò al servizio dell'eredar Kil'jaeden, che gli ordinò di distruggere il Trono Ghiacciato. Come primo passo, evocò i naga di Dama Vashj dalle profondità del Grande Mare, e salpò alla volta delle Isole Disperse, dove sapeva di trovare la Tomba di Sargeras e, al suo interno, il manufatto noto come Occhio di Sargeras (sapeva queste cose avendo acquisito le memorie di Gul'dan, dopo aver consumato il potere del suo teschio). Venne braccato da Maiev Cantombroso e dalle sue Guardiane che, furiose per la sua liberazione, intendevano riportarlo in cella: riuscì però ad ottenere l'artefatto e a far crollare la volta della tomba sulla testa di molte di loro. Maiev fece avvertire Malfurion che, con Tyrande, prese a sua volta parte all'inseguimento.
Raggiunta Dalaran, Illidan cominciò ad utilizzare il potere dell'Occhio per far surriscaldare il ghiacciaio Corona di Ghiaccio, sede del Trono Ghiacciato; ciò rischiava di danneggiare l'intero pianeta, ma l'intervento di Malfurion, Maiev e Kael'thas Solealto vanificò quasi del tutto i suoi sforzi. Saputo che Tyrande era in pericolo di vita, Illidan pregò Malfurion di permettergli di aiutarla: salvata la sacerdotessa, Malfurion gli permise di andarsene a condizione che non minacciasse più le terre degli elfi. Aperto un portale per le Terre Esterne, si rifugiò lì per sfuggiere all'ira di Kil'jaeden per aver fallito il suo compito, seguito dall'instancabile Maiev. La Guardiana riuscì ad imprigionarlo, ma sua la vittoria durò poco, dato che Vashj e Kael'thas Solealto giunsero presto a liberarlo, e Maiev venne fatta a sua volta prigioniera. Kael'thas e i suoi elfi del sangue erano giunti al servizio di Illidan, attirati dalla promessa che lui potesse guarirli dalla loro sete di magia. Nelle Terre Esterne le forze di Illidan si allearono anche con i draenei Corrotti di Akama: con questo esercito, Illidan riuscì a detronizzare Magtheridon, proclamandosi al suo posto signore delle Terre Esterne.
Raggiunto da Kil'jaeden, Illidan si vide costretto a tornare alla carica contro il Trono Ghiacciato, e con Vashj e Kael'thas raggiunse il continente di Nordania, e combatté contro Arthas ai piedi del ghiacciaio Corona di Ghiaccio: avuta la peggio, riparò nuovamente nelle Terre Esterne.

### Guerra alla Legione
Sapendo che la punizione di Kil'jaeden non avrebbe tardato ad arrivare, Illidan cominciò a fortificare la propria posizione nelle Terre Esterne; prese il controllo di buona parte dell'Orda rimasta a Draenor, trasformandone i membri in vilorchi usando il sangue di Magtheridon, che aveva intrappolato nella Cittadella del Fuoco Infernale. Inoltre, addestrò diversi elfi della notte, desiderosi come lui di distruggere la Legione Infuocata, e alcuni elfi del sangue di Kael'thas come cacciatori di demoni e portò tra le sue file anche vari tipi di demoni, creando la propria fazione: gli Illidari. La loro prima incursione fu un mondo demoniaco governato dalla Signore della Rovina Azgoth. Mentre apriva il portale per cominciare l'assalto, una giovane elfa della notte, Kor'vas Spinarossa, si fece avanti, e inginocchiandosi chiese apertamente a Illidan cos'erano loro - imbevuti di energie demoniache che erodevano i loro pensieri - se non diversi dai mostri che combattevano. Anche se un suo compagno la rimproverò, Illidan si avvicinò a una Kor'vas incerta ma rimase in silenzio per un breve momento, per poi annunciare davanti a tutti i suoi cacciatori di demoni che loro non sarebbero stati inerti come i cittadini di Azeroth: invece di diventare prede dei demoni avrebbero mosso guerra alla Legione attraverso un mondo dopo l'altro. I cacciatori di demoni, rinvigoriti da ciò, si gettarono a capofitto nel portale e iniziarono a farsi strada velocemente tra le inconsapevoli vilguardie a difesa della cittadella demoniaca fino a quando arrivarono alla camera di Azgoth. Durante la battaglia che ne seguì, tuttavia, Illidan fu ferito da un enorme flagello del signore delle fosse. Come l'Annihilan stava per dare il colpo di grazia al Traditore, Kor'vas balzò in avanti e frantumò la catena del mazzafrusto. A malapena turbato, Azgoth la scaraventò via e la mise spalle al muro con le sue zanne, schernendo la Illidari sui suoi timori nel diventare un demone. Kor'vas, tuttavia, riuscì a distrarlo il tempo sufficiente che il Signore delle Fosse venne trapassato dalle Lame di Azzinoth di Illidan, finendo ucciso all'istante. Dopo la battaglia, Illidan si avvicinò a Kor'vas di nuovo, questa volta affrontando le sue preoccupazioni:
(Illidan mette fine ai dubbi di Kor'vas)
Soddisfatto della risposta, Illidan raccolse gli Illidari e tornarono trionfanti nelle Terre Esterne.
Al comando di Illidan, Akama ingannò Maiev conducendo le sue forze in un'imboscata, con Maiev come unica sopravvissuta. Durante questo attacco Illidan avrebbe utilizzato le anime dei defunti per poter aprire un portale per Nathreza. Illidan ed i suoi cacciatori di demoni uccisero i difensori di Nathreza ed entrarono nella cittadella dei Signori del terrore violandone gli archivi. Dopo aver ottenuto la posizione di Argus, Illidan distrusse i registri rimanenti e ritornò nelle Terre Esterne. Una volta attraversato il portale, Illidan lo distrusse, dirigendo tutta l'energia risultante - sufficiente a devastare un intero continente - su Nathreza. Quell'evento divenne la singola più grande sconfitta della Legione da millenni, e i demoni che morirono su Nathreza furono uccisi per sempre.

### La lotta nelle Terre Esterne
(Illidan dal trailer introduttivo di The Burning Crusade)
Tuttavia, tutte le azioni hanno delle conseguenze, e la Legione era ormai chiaramente consapevole della minaccia che Illidan rappresentava, e le loro spie riferirono anche che avrebbe lanciato un attacco simile su Argus. Cercando di toglierlo di mezzo, la Legione Infuocata decise di attaccare le forze di Azeroth e attirarli nelle Terre Esterne. Una volta nel nuovo continente, l'Alleanza e l'Orda avrebbero cominciato a combattere sia la Legione che gli Illidari. Illidan, che era diventato sempre più ossessionato con la sua missione di distruggere Argus, non se ne curò più di tanto. Nel frattempo, il tradimento serpeggiava anche fra i suoi più fidati alleati: Kael'thas, forse visto che Illidan non si curava ormai più della promessa fattagli, si alleò in segreto con Kil'jaeden stesso, tradimento di cui Illidan sarebbe rimasto sempre all'oscuro. Akama, che si era in primo luogo alleato con Illidan per sconfiggere Magtheridon, si era reso conto che i due erano pari in quanto a malvagità, e cominciò a complottare contro di lui assieme ai suoi Congiurati Linguamorta.
Consumato con nient'altro che la sua missione per la caduta di Argus, Illidan aveva perso ogni interesse per le Terre Esterne. Questo atteggiamento sarebbe cambiato quando Illidan vide la situazione della battaglia e capì subito che questo scontro con i nemici della Legione era quello che Kil'jaeden aveva anticipato. Il Traditore ordinò al Concilio degli Illidari di ritirarsi e prepararsi per la battaglia. Illidan, tuttavia, era ancora concentrato sul suo obiettivo più grande, e a tal fine inviò una forza dei suoi più importanti e potenti cacciatori di demoni verso il pianeta Mardum alla ricerca della Chiave di Sargeras, un artefatto con il potere di aprire un numero infinito di portali nei mondi dei demoni - tra i quali Argus. Successivamente Illidan dichiarò guerra alle forze presenti a Shattrath, guidate dai naaru: l'attacco venne portato avanti dalle forze di Kael'thas, ma fu un fallimento, poiché molti elfi del sangue, guidati da Voren'thal il Veggente, disertarono, alleandosi a loro volta con i difensori di Shattrath. Da quel momento, le forze di Shattrath presero a loro volta ad attaccare Illidan, guidate dal naaru Xi'ri direttamente nella Valle di Torvaluna. Recuperata la sua anima (che Illidan teneva in ostaggio nel Tempio Nero), Akama liberò Maiev - di cui era il guardiano - e guidò lei, i suoi Congiurati e un gruppo di avventurieri giunta da Shattrath al Tempio Nero. Raggiunto dal gruppo sulla terrazza principale del Tempio, Illidan venne infine ucciso dopo una lunga lotta. Tuttavia, Maiev decise di rinchiudere il corpo e l'anima del Traditore in una prigione nella Volta dei Custodi, condannandolo a un'eterna sofferenza; la stessa cosa successe ai cacciatori di demoni che ritornarono da Mardum con la Chiave di Sargeras.

### Prigioniero della Legione
La custode Cordana Vilcanto, corrotta durante la spedizione di Draenor contro l'Orda di Ferro, scortò il Gul'dan di quella linea temporale e un manipolo di demoni alla Volta delle Custodi: il loro obbiettivo era quello di trovare Illidan, che per la Legione sarebbe diventato la chiave per la caduta di Azeroth. Nonostante la difesa delle Custodi e il risveglio dei cacciatori di demoni da parte di Maiev, Cordana e Gul'dan riuscirono a prendere Illidan ancora imprigionato, seguiti a ruota dalla capo delle Custodi. Gul'dan portò Illidan alla Torre Crinocorvo dove separò la sua anima dal corpo mandandola nella Distorsione Fatua; il processo sprigionò un'energia che riportò in vita gli spiriti degli elfi della notte con il ricordo della Guerra degli Antichi. Il Naaru Xe'ra, uno dei primi Naaru, si mise alla ricerca di Illidan in quanto crede che egli sia il "figlio della luce e dell'ombra" destinato a terminare l'eera dei demoni.
I restanti Illidari a bordo della fortezza Vilmartello si misero in contatto con l'anima del loro mentore dalla Distorsione Fatua, dove Illidan rivelò che Akama conosceva i suoi piani per sconfiggere la Legione Infuocata e disse agli Illidari di convincerlo a ricongiungersi alla loro causa, e di recuperare la Chiave di Sargeras. Dopo essere stato scoperto dai demoni, Illidan disse agli Illidari che non saranno più in grado di contattarlo, e prima di fuggire ai suoi inseguitori nominò il cacciatore di demoni che li aveva guidati fino a quel momento come loro nuovo leader al suo posto.

## Descrizione

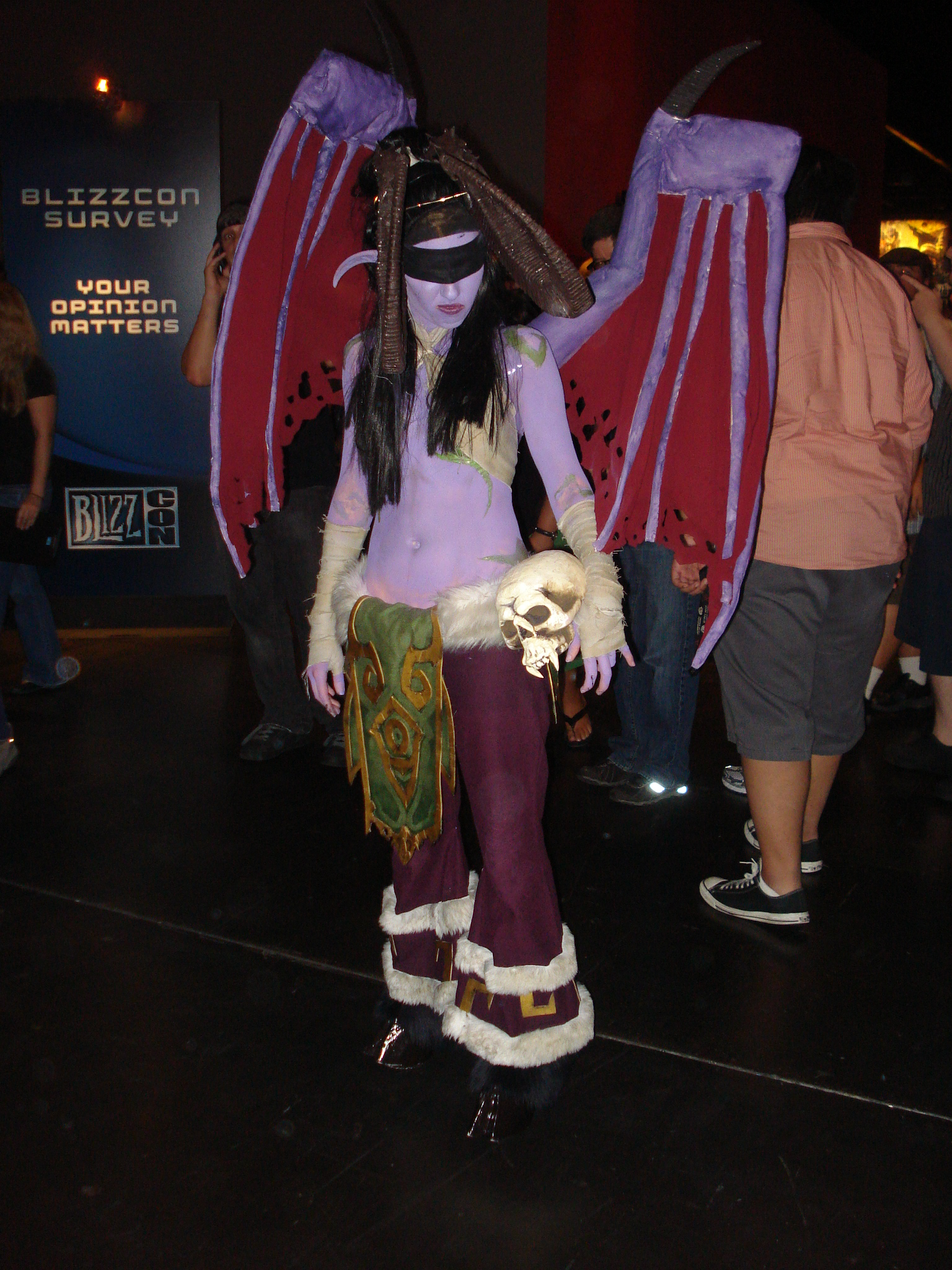
Una cosplayer che interpreta Illidan Grantempesta.

Prima della Guerra degli Antichi, Illidan aveva l'aspetto di un normale elfo della notte, alto e muscoloso, pelle violacea e lunghe orecchie a punta; due soli tratti erano degni di nota: gli occhi dorati, al tempo giudicati segno di un destino grandioso (in realtà segno di potenzialità druidiche, sentiero da Illidan sempre disprezzato), e i capelli neri, colore insolito per gli elfi della notte.
Quando s'incontrò con Sargeras, il Titano Oscuro bruciò i suoi occhi e li rimpiazzò con globi di splendenti fiamme verdi, con cui era in grado di vedere tutte le forme di magia, e che Illidan nascose con una benda. Sargeras ricoprì anche il suo corpo con tatuaggi magici, di colore verde-azzurro. Dopo aver assorbito l'energia demoniaca del Teschio di Gul'dan, Illidan mutò ulteriormente aspetto, acquisendo tratti evidenti tipici di molte razze di demoni: lunghe corna ricurve che partono dalla fronte, ali da pipistrello sulla schiena e zoccoli al posto dei piedi. Ha la peculiarità lasciare orme infuocate, è in grado di camminare sull'acqua e di volare.
Stando alle parole di Malfurion, dopo la sconfitta contro Arthas ai piedi di Corona di Ghiaccio, Illidan impazzì completamente, e si autoconvinse di essere uscito vincitore da quella lotta. Ciò sembra confermato anche dalle parole di sfida dello stesso Illidan ai giocatori, dopo la battaglia della Terrazza Cremisi.

## Curiosità
- Quando il giocatore salva Illidan nelle Terre Esterne durante la campagna degli elfi del sangue, Dama Vashj dice che gli elfi del sangue sono i discendenti degli Alti Nobili che servirono Illidan anni fa. Curiosamente, Illidan non comandava nessun Alto Nobile nella Guerra degli Antichi. Questo errore può essere spiegato con il fatto che nella Trilogia della Guerra degli Antichi, Vashj era un po' ingenua e preoccupata, e non era molto informata circa la natura esatta dell'"occupazione" di Illidan con la sua regina.
- In origine, Illidan e Malfurion erano identici a parte i capelli e il colore degli occhi. Le loro varie trasformazioni hanno reso molto più facile distinguerli.
- Ad Illidan è ispirato il Murloc mascotte Murkidan, un cucciolo di Murloc con le sue caratteristiche.
- La seconda tinta del costume base di Illidan in Heroes of the Storm è un riferimento all'unità EVA-01 dell'anime Neon Genesis Evangelion